# Никарагуанска кордоба
Никарагуанската кордоба (на испански: Córdoba nicaragüense) е валутата на Никарагуа. Тя се разделя на 100 сентаво. Кодът на валутата е NIO. Емитират се банкноти по 10, 20, 50, 100, 200, 500 и 1000 кордоби. Монетите са: 5, 10, 25, 50 сентаво, както и по 1, 5 и 10 кордоби.
Паричната единица е наречена на името на конкистадора Франциско Ернандес де Кордоба, считан за основател на Никарагуа.

## История
От пристигането на испанците в Никарагуа на 9 май, 1502 до независимост на 15 септември 1821 г. в страната са били използвани различни испански монети, както и монети, сечени на други места в Централна и Южна Америка. След независимостта, паричната циркулация в Никарагуа е била ограничено до монетите, емитирани от Федералната Централноамериканска Република и няколко чуждестранни валути (САЩ, Великобритания, Колумбия, Боливия и Перу). Първата официална валута на Република Никарагуа е никарагуанското песо, като първите монети се появяват през 1878 г. Те се емитират под името „цент“ и представляват стойността на една стотна от песото. През 1879 г. са издадени първите никарагуански банкноти, а след 1888 г. се разпространяват и банкноти, издадени от частни банки.
През 1912 г. е основана Националната банка на Никарагуа, която има изключителни права да прилага и поддържа плана, който републиката е приела за въвеждането и опазването на паричната система и за издаването на банкноти и монети. Същата година, с указ одобрен от Народното Учредителното събрание, се приема Кордоба като националната парична единица, наречена в памет на Франциско Ернандес де Кордоба, основател на градовете Леон и Гранада. През март 1913 г., влизата в циркулация първите банкноти от 100, 50, 20, 10, 5 и 1 кордоби, както и монети от 50, 25, 10, 5 и 1 цента.
През 1960 г. е основана Централната банка на Никарагуа, а банкнотите и монетите, които до тази дата са били издадавани от Националната банка на Никарагуа, започват да се издават от централната банка. След 1979 г. започва период на висока инфлация и никарагуанската валута губи стойността си. Това води до деноминация на кордобата и на 14 февруари 1988 г., кордобата е заменен от нова кордоба по курс от 1000 стари за една нова. Периодът на висока инфлация продължава обаче и след 1988 г., което води замяната на новата кордоба със златна кордоба (Córdoba Oro) на 26 юни 1990 г., която е в паритет с американския долар. За да се предпазя цените от ноконтролирумо нарастване, през 1992 г. се въвежда валутна политика в страната, която въвежда механизъм на ограничена промяна на цената на националната валута спрямо щатския долар.
За да се гарантира доверието и сигурността на гражданите при използването на банкноти, Централната банка на Никарагуа периодично актуализира дизайна на своите банкноти и издава периодично нови серии, последните от които са през 2003 г., 2009 г. и 2015 г. Всяка нова серия включва промени в дизайна и цели подобряване на защитните елементи. С издаването на серията банкноти от 2009 г. започва отпечатването на банкноти полимерна основа.